# Cephalotes palustris
Espèce
Cephalotes palustris est une espèce de fourmis arboricoles, de la sous-famille des Myrmicinae,.

## Distribution
Cette espèce est endémique de la moitié nord de l'Amérique du Sud, de l'État brésilien Minas Gerais au sud-est, jusqu'à l'État du Guyana, au nord.

## Description
Comme les autres espèces du genre Cephalotes, Cephalotes palustris se caractérise par l'existence de soldats spécialisés dotés d'une tête surdimensionnée et plate ainsi que des pattes plus plates et plus larges que leurs cousines terrestres. 
Elle fut décrite et classifiée par l'entomologiste brésilienne Maria Lourdes de Andrade (d) en 1999, qui lui donna son nom actuel.

## Étymologie
- Cephalotes : « de la tête », « avec une tête développée »[5]

- Le terme palustris fait référence au marécage (« marécageux ») en latin[6], qui pourrait être l'habitat naturel de cette espèce.

## Publication originale
Maria L. de Andrade & Cesare Baroni Urbani Basel, « Diversity and Adaptation in the Ant Genus Cephalotes Past and Present (Hymenoptera, Formicidae) », Staatliches Museum für Naturkunde, 1999, 899 pages (Lire en ligne).